# Trio elétrico

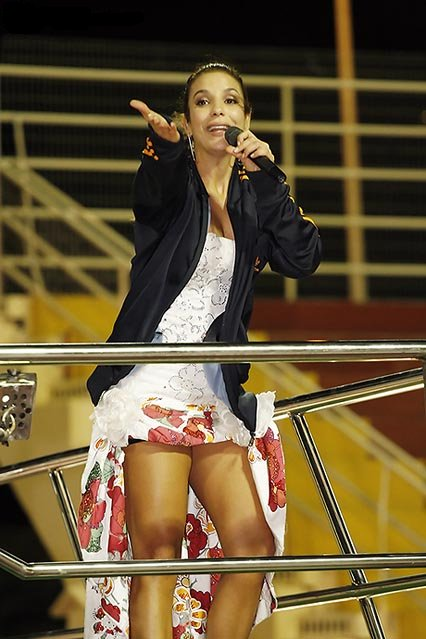
La chanteuse brésilienne Ivete Sangalo chantant au dessus d'un trio elétrico

Au Brésil, un trio elétrico (« trio électrique ») désigne un camion, équipé de matériel de son, formant une sorte de scène mobile pour les artistes. On en trouve couramment pendant les carnavals et autres fêtes de rue.
Les origines du trio elétrico remontent au « duo électrique » (dupla elétrica), formé par Adolfo Antônio Nascimento - dit Dodô - et Osmar Álvares de Macêdo - Osmar - qui décidèrent en 1929 de restaurer une vieille Ford Bigode. Au carnaval de cette même année, ils parcoururent les rues jouant de la mandoline et du cavaquinho électriques que Dodô avait fabriqués sur le plateau de la voiture équipée de haut-parleurs. Leur concert improvisé attira la foule qui les suivit à travers les rues de la ville.
Le nom de trio elétrico est né en 1951, quand pour la première fois, un ensemble de trois musiciens se présenta au carnaval. Le « duo électrique » avait invité à les rejoindre leur ami et musicien Temístocles Aragão pour former un trio et se produire dans les rues de Salvador dans un pick-up Chrysler sur les flancs duquel on pouvait lire O trio elétrico (le « trio électrique »). Osmar jouait de la guitarra baiana, au son aigu, Dodô se chargeait du violão-pau-elétrico, au son grave, et Aragão, du triolim, violon au son intermédiaire. Le trio musical était né.